# Geheimpolitik
Geheimpolitik (auch Arkanpolitik, von lateinisch Arcana Imperii ‚Geheimnis der Herrschenden‘ bzw. ‚Geheimnisse der Herrschaft‘) ist Politik, die sich im Geheimen, also unter Ausschluss der Öffentlichkeit, abspielt.
Der Begriff umschreibt ein Handeln des regierenden Souveräns, dessen Ausmaß oder Zweck vor der Gesellschaft und der Bevölkerung geheim gehalten oder verschleiert wird und zur Festigung der Herrschaft dienen kann.
Der staatsrechtliche Begriff stammt aus der beginnenden Neuzeit, seine Prinzipien gehen aber schon auf das Altertum zurück. Ursprünglich hierbei auf den römischen Geschichtsschreiber Tacitus, welcher von Niccolò Machiavelli mit seiner ratio status aufgegriffen worden ist.

## Beispiele
- Geheimverträge wie das
  - Geheimes Zusatzprotokoll zum Molotow-Ribbentrop-Pakt
- Geheimdiplomatie
- Der Globke-Plan Adenauers[1]
- Einsatz von „Geheimen Reichssachen“ durch die Führung der NSDAP im Zweiten Weltkrieg gegen Teile der eigenen Bevölkerung (Juden, Anstaltspatienten, Sinti und Roma und andere diskriminierte Bevölkerungsteile).

## These nach Norberto Bobbio
„Je höher der Verselbständigungsgrad der Bürokratie und je geringer die institutionellen Möglichkeiten zur Repräsentation und Vermittlung gesellschaftlicher Interessen- und Wertkonflikte im politischen System und zur wirksamen Kontrolle von Herrschaftspraktiken durch intermediäre Institutionen (Parteien und andere gesellschaftliche Organisationen) oder die politische Öffentlichkeit (Parlamente und Medien) sind, desto größer ist der Wirkungsraum „unsichtbarer Mächte“, d. h. der Arkanbereich „arcana imperii“ von Politik. In diesem Raum werden nach Maßgabe intransparenter (auch illegaler) Konventionen und Verfahren auf der Grundlage sektoraler und materialer Kriterien und informeller Beziehungs- und Kontaktstrukturen wirtschaftliche und politische Partikularinteressen vermittelt. Das führt in der Regel zur Herausbildung von amorphen Substrukturen politischer Entscheidungsprozesse („subgovernments“ oder „sottogoverno“), die die Prärogative parlamentarischer Repräsentativkörperschaften ebenso unterlaufen wie die Gewaltenteilung und das Öffentlichkeitsprinzip.“

## Lage in demokratischen Gesellschaften
Der UN-Sonderberichterstatter für Folter, Nils Melzer, verglich 2021 die Verfolgung und Verhaftung von Julian Assange durch demokratische Staaten mit dem Zwecke des Schutzes ihrer Arcana Imperii.